# Gladiolus humilis
Gladiolus humilis är en irisväxtart som beskrevs av Otto Stapf. Gladiolus humilis ingår i släktet sabelliljor, och familjen irisväxter. Inga underarter finns listade i Catalogue of Life.